# Beginsel van het getrouw beeld
Het beginsel van het getrouw beeld is een principe in het jaarrekeningrecht dat voorschrijft dat de jaarrekening van een onderneming steeds een eerlijk en getrouw beeld moet geven van de financiële positie, het financieel vermogen en het resultaat van de onderneming. 
In België vindt men de grondslag in art. 24 van het Koninklijk Besluit van 30 januari 2001 tot uitvoering van het wetboek van vennootschappen, dat luidt als volgt:
De jaarrekening moet een getrouw beeld geven van het vermogen, de financiële positie en het resultaat van de vennootschap.
Wanneer de toepassing van de bepalingen van deze titel niet volstaat om te voldoen aan dit voorschrift moeten aanvullende inlichtingen worden verstrekt in de toelichting.
Dit beginsel kent zowel een aanvullende als afwijkende functie.